# ریزخرچنگان
ریزخرچنگان (نام علمی: Cyclodorippoidea) نام یک بالاخانواده از فروراسته خرچنگ است.